# Řád svatého Jindřicha
Královský a vojenský řád svatého Jindřicha (francouzsky Ordre Royal et Militaire de Saint Henry) bylo haitské vyznamenání založené roku 1811.

## Historie a pravidla udílení
Řád byl založen haitským králem Jindřich I. dne 20. dubna 1811. Udílen byl za mimořádnou odvahu či za výjimečné vojenské či civilní zásluhy. Počet žijících členů byl v jednotlivých třídách omezen. Po zrušení království přestal být řád 8. října 1820 udílen.

## Insignie
Řádový odznak měl tvar šesticípého maltézského kříže s cípy pokrytými žlutým, modře lemovaným smaltem. Mezi cípy byly modře smaltované hroty. Jednotlivé hroty i cípy byly zlatě lemovány a zakončeny zlatými kuličkami. Uprostřed byl červeně smaltovaný medailon lemovaný modře smaltovaným kruhem s nápisem.

Stuha z hedvábného moaré byla v případě třídy velkokříže s řetězem černá, ve třídě velkokříže modrá, ve třídě komtura červená a v případě nejnižší třídy sestávala ze dvou stejně širokých pruhů v barvě modré a červené a odpovídala tak barvám haitské vlajky.

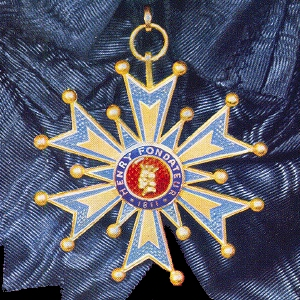
Velkokříž
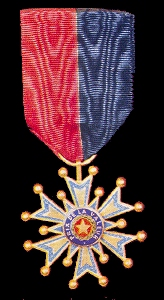
Medaile

## Třídy
Řád byl udílen ve čtyřech třídách:
- velkokříž s řetězem
- velkokříž – Počet žijících členů této třídy byl omezen na 16.
- komtur – Počet žijících členů této třídy byl omezen na 32.
- medaile – Řádový odznak se nosil na stužce na hrudi. Počet členů této třídy nebyl omezen.

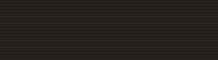
velkokříž s řetězem
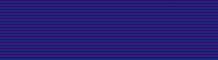
velkokříž
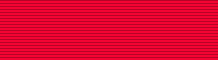
komtur
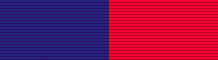
medaile